# Eronyxa pallidus
Eronyxa pallidus là một loài bọ cánh cứng trong họ Trogossitidae. Loài này được Motschulsky miêu tả khoa học năm 1863.